# Magyarország, szeretlek!
A Magyarország, szeretlek! az MTVA szórakoztató műveltségi vetélkedőshow-sorozata, mely a holland I Love My Country vetélkedőn alapul, műsorvezetője Pindroch Csaba. A műsorban két, három-három hírességből álló csapat, és a két csapatkapitány – 2011-től 2016-ig: Jakupcsek Gabriella és Csiszár Jenő, majd 2016-tól Harsányi Levente párjaként Tatár Csilla, majd Kraszkó Zita, 2017-től pedig Rátonyi Kriszta – verseng Magyarországgal kapcsolatos kérdésekre válaszolva a szintén az országhoz kötődő nyereményért. Az egyes csapattagok jellemzően három korcsoportból (20–29, 30–39, 40–49) kerülnek ki.
A műsor 2011. október 2-án, a közös közszolgálati ’újranyitás’-ként fémjelzett struktúraváltás első elemeként jelent meg a képernyőn a Mindenből egy van, Maradj talpon!, Hacktion, DTK, Lényeg és Gasztroangyal című műsorokkal együtt, majd 33 adás után, 2012. június 3-án tért nyári szünetre. A második évad 2012. szeptember 23-án indult, az első évaddal megegyező keretek között.

## Feladatok
A műsor egyes epizódjaiban ugyanazon visszatérő feladattípusok szerepelnek, más-más feladványokkal természetesen. Az egyes feladatok között a Gitano Live együttes elkezd játszani egy magyar dalt, amelynek a címét és előadóját gyorsabban kitaláló csapat két pontot kap. Később a dalfelismerésnek több változata is megjelent: a műsorvezető a dalszöveget olvasta föl, vagy a nem magyar anyanyelvű Daniele Corrente (olasz) vagy Yit Sokha (kambodzsai) énekelte vissza hallás után a zeneszámokat. A megfejtést mindig az adott dal egy részletének közös eléneklése követte, mely során – a második évadtól kezdődően – műsoronként más-más neves énekes erősítette a zenekart.
Vetítő
A csapatok egy-egy – azonos korcsoportú – tagja megtekint egy filmrészletet, majd az ahhoz kapcsolódó kérdésre kell válaszolniuk. Aki hamarabb nyomja le a gombot, az válaszolhat; rossz válasz esetén az ellenfél jut ehhez a lehetőséghez. A jó válasz két pontot ér. A hatodik évad néhány epizódjában a játékot torzított felvételekkel nehezítették.
Lista
Egy adott lista elemeit kell felsorolnia a csapatoknak. Adásonként két lista van, minden listánál azé a felsorolás joga, mely csapat több elemet vállal. Ha sikerül a vállalt számú listaelemet adott idő alatt felsorolniuk, akkor annyi pontot kapnak, amennyit vállaltak, ha nem, akkor a másik csapat kap ugyanennyi pontot.
Szóbeszéd
A csapat legidősebb tagja kap egy szöveget, amit fel kell olvasni a következő csapattagnak. Addig a legfiatalabb tag és a csapatvezető zenét hallgat, hogy ne hallja ezt. A következő csapattag feladata a történet továbbadása emlékezetből. A sor a csapatvezetőig folytatódik, akinek elő kell adnia a történetet. Az eredeti szövegből a készítők előre kiválasztottak pár szót, melyek elhangzása esetén a csapat pontot kap.
Iskolapad
Mindkét csapat egy-egy ismeretlen tizenegy betűs szót kap. A műsorvezető kérdéseket (később igaz-hamis állításokat) tesz fel a csapattagoknak: a jó válasz egy-egy pontot és egy új betűt ér a szóból. A szó kitalálása újabb három pontot ér. A játékot már nem játsszák.
Hírmondó
A Vetítőhöz hasonló játék régi híradóbejátszásokkal és sportközvetítés-részletekkel.
Ketyegő
A csapattagok (felváltva egy piros, egy zöld) leülnek a műsorvezető köré, aki átad egy robbanó dobozt annak a csapatkapitánynak, aki addig vesztésre áll, és kérdéseket tesz fel. Aki passzol vagy rosszul felel, új kérdést kap. A dobozt akkor lehet átadni, ha jó a válasz, ami egy pontot ér. Akinél a doboz felrobban, annak csapata nem kap pontot, a másik csapat megkapja az addig összegyűjtött pontokat. Ezt a játékot 2012. január 1-jétől kéthetente játszották a Hírmondó helyett, majd teljesen átvette helyét.
Ki vagyok én? / Mi vagyok én?
A csapatvezetőknek híres magyar személyeket (majd később fiktív személyeket is) kell körülírniuk. Annyi pont jár, ahány személyt adott idő alatt kitalálnak a csapattagok. A második évadban a játék egy másik változata is megjelent, ahol magyar településneveket kellett hasonlóan kitalálni. Olyan változatok is voltak, ahol a két csapat eltérő kategóriákat kapott, és azok közül választhattak vakon (sportolók/műsorvezetők, regényhősök/mesehősök, regények/filmek).
Ki nevet a végén?
Az egyik csapatnak meg kell tippelnie egy statisztikai adatot, vagy valamilyen, a helyszínen lévő tárgy, vagy a műsorba meghívott vendég által bemutatott tevékenység valamilyen paraméterét. A másik csapat tippelhet, hogy a valós adat nagyobb vagy kisebb. Aki nyer, annyi pontot kap, amennyit a szerencsehordó segítségével pörget.
Vaktérkép
2013. március 24-én bevezetett játék. A műsorvezető egy településről mond információkat, és az egyik játékos megtippelheti a település nevét. A helyes válasz két pontot ér, majd a csapatkapitány megjelölheti egy korong és egy bot segítségével a település helyét a játéktéren lévő térképen további két pontért. Ha a játékos nem találja el a település nevét, a másik csapatkapitány jelölheti meg a helyét.
Ki ne mondd!
A harmadik évadban bevezetett játék. A „Ki/mi vagyok én?”-hez hasonló feladat tíz névvel és négy tiltott szóval, amit a csapatkapitánynak nem szabad kimondania (ezekből a szavakból lehetne a legkönnyebben kitalálni a feladványt). A helyes válasz két pontot ér, de ha elhangzik egy tiltott szó, egy pontot levonnak.
Ne szólj, szám!
Az ötvenedik adásban játszották először. A csapatkapitányoknak három perc alatt kell öt-öt ismert közmondást szavak kimondása nélkül elmutogatni, amit a többieknek ki kell találni. A helyes válaszok három pontot érnek.
Szószóló
Az egyik csapatkapitány mond egy kevésbé ismert, ritkán használt magyar szót, a három csapattag pedig három különböző meghatározást olvas fel. A másik csapatnak négy pontért el kell találnia, melyik meghatározás illik a szóra.

## Gyártás
A Magyarország, szeretlek! a Talpa Media holland cég I Love My Country formátumán alapul, melynek jogait már közel negyven országban értékesítették. A megrendelő Médiaszolgáltatás-támogató és Vagyonkezelő Alap a Hung-Ister Kft.-t bízta meg a sorozat gyártásával, melynek vezérigazgatója, Fazekas Csaba 2010–2011-ben az MTVA igazgatója volt. Az eredeti megállapodás szerint tizenkét 65-70 perces epizód készült el, majd – miután 2012. január 1-jén adásba került a tizenkettedik rész is – a további adásokat folytatólagosan sugározta az M1. Az évadban 33 rész készült el. A szerződés alapján a műsor öt éven keresztül félévenként meghosszabbítható. A sorozat 37 800 000 forint egyszeri költséggel járt, melyből a díszletet, a főcímet és az arculatot fedezték, míg az epizódköltsége 19 millió forint, mely költségvetés magasabb a Fábry című műsorénál, több mint kétszerese a Csináljuk a fesztivált! adásaiénak, és több mint háromszorosa a Beugró egy epizódjáénak.

## Sugárzás
Az első részt az M1 2011 októberi struktúraváltásának egyik legelső elemeként másodikán, vasárnap 20:15-kor mutatták be, majd 2012. június 3-ig – néhány egy-egy hetes szünettel – folyamatosan adásba került az évad 33 epizódja. A második évad ugyanebben az idősávban folytatódott 2012. szeptember 23-tól. 2012 46. hetében november 17-én, szombaton sugároztak új részt a 2012-es Formula–1 amerikai nagydíj közvetítése miatt. 2012. december 30-ig tizennégy epizódot sugároztak, amikor március végéig eltűnt a képernyőkről. A harmadik évad 2013. március 24-én indult. A 2013-as Formula–1 kanadai nagydíj miatt 2013. június 8-án ismét szombaton jelentkezett a műsor. A harmadik évad 2013. szeptember 29-én indult, amelyet az MTVA csatornáinak Itthon vagy! Magyarország, szeretlek! hétvége című műsorfolyama vezetett fel, szolid, átlagban 185 ezres nézettséggel. 2013. november 16-án újfent az amerikai nagydíj miatt szintén szombatra került a műsor. Az évadok előrehaladásával az epizódok sugárzásának kezdete lassanként, a Híradó hosszának növekedésével, későbbre került, a hatodik évad már 20:25-kor kezdődött. A 2014. december 21-ei adás kezdete kézilabda-mérkőzés miatt fél órával későbbre csúszott. A hatodik évad záróepizódja a közmédia szilveszteri adássorozatának része volt, ezzel búcsúztatták a 2014-es évet, december 31-én, szerdán 22:20-as kezdettel.
A közmédia 2015-ös átütemezése részeként a Magyarország, szeretlek! sugárzása is az újdonsült közszolgálati főadón, a Dunán folytatódott, kicsit korábbi, vasárnap 19:30-as időpontban. Az évad első része rövidített epizód volt, mindössze 55 perc, sugárzását 20:00-kor kezdték. A harmadik rész a magyar–görög labdarúgó-mérkőzés miatt szintén rövidített adás volt, amelyet 18:25-kor kezdtek adni.
2015. november 15-én a párizsi terrortámadás miatt kihirdetett nemzeti gyásznapra való tekintettel nem közvetítették az arra a napra tervezett epizódot. Az elmaradt részt november 17-én, kedd este adták le a Dunán 20:35-ös kezdéssel. 2016. november 13-án a 2016-os Formula–1 brazil nagydíj miatt 20:00-kor kezdődött volna, de a futam közvetítése egy órát csúszott, így kb. 21:00-tól tűzték műsorra a soron következő epizódot. A Formula–1-es futamot azért a Duna közvetítette, mert az M4 Sport közben a Magyarország–Andorra labdarúgó-világbajnoki selejtező mérkőzését adta.

## Epizódok
| Évad | Évad | Részek száma | Részek száma | Eredeti sugárzás     | Eredeti sugárzás   | Eredeti adó |
| Évad | Évad | Részek száma | Részek száma | Évadbemutató         | Évadzáró           | Eredeti adó |
| ---- | ---- | ------------ | ------------ | -------------------- | ------------------ | ----------- |
|      | 1.   | 33           | 33           | 2011. október 2.     | 2012. június 3.    | M1          |
|      | 2.   | 14           | 14           | 2012. szeptember 23. | 2012. december 30. | M1          |
|      | 3.   | 12           | 12           | 2013. március 24.    | 2013. június 8.    | M1          |
|      | 4.   | 14           | 14           | 2013. szeptember 29. | 2013. december 29. | M1          |
|      | 5.   | 12           | 12           | 2014. március 2.     | 2014. május 25.    | M1          |
|      | 6.   | 11           | 11           | 2014. október 5.     | 2014. december 31. | M1          |
|      | 7.   | 13           | 13           | 2015. március 15.    | 2015. június 14.   | Duna        |
|      | 8.   | 18           | 18           | 2015. szeptember 20. | 2016. január 24.   | Duna        |
|      | 9.   | 19           | 19           | 2016. január 31.     | 2016. június 5.    | Duna        |
|      | 10.  | 40           | 40           | 2016. augusztus 28.  | 2017. június 11.   | Duna        |
|      | 11.  | 17           | 17           | 2017. szeptember 3.  | 2017. december 31. | Duna        |
|      | 12.  | 21           | 21           | 2018. január 7.      | 2018. június 10.   | Duna        |

## Fogadtatása

### Kritikai fogadtatása
A Magyarország, szeretlek! indulásakor többnyire negatív kritikákat kapott. A vélemények szerint a műsornak sem mint vetélkedő, sem mint nemzeti kultúrpropaganda nem sikerült érvényesülnie, ehelyett a bulvár vonalat képviseli. A legtöbben a műsor eltúlzott örömködő légkörét és a műsorvezető ugyanilyen viselkedését emelték ki, mely a kritikusok szerint a nemzeti morált volt hivatott javítani. Erre az észrevételre felelt Szente az Opera Café című műsorban, ahol azt nyilatkozta, hogy a vetélkedőben önmagát adja, ám műsorvezetői stílusa később visszafogottabbá vált. 2012 márciusában Kalmár Csaba azt írta az Origo oldalain, hogy a vetélkedőben „az MTV Csiszár Jenővel és Jakupcsek Gabriellával próbálja előállítani a harsány, színes, ordibálós olasz tévés gameshow-k hangulatát.” A második évad indulásakor, 2012 októberében a HVG kritikusa a műsort együgyűnek jellemezte, mely azért tartalmaz szórakoztató elemeket, és melyet valószínűleg a Fidesz kétharmados országgyűlési térnyerése inspirált.

### Nézettség
A műsor első adása az M1 heti ranglistáján második helyezést ért el, csak a Hofélia ismétlése ért el jobb eredményt, és hosszabb távon is a Maradj talpon! mellett az egyik legnézettebb új műsor lett. Az Origo 2012. márciusi összefoglalójában a három legsikeresebb MTV-s műsor közé sorolta – a Maradj talpon! és a Poén Péntek mellett. A későbbiekben a köztévé egyik legnézettebb műsora maradt, a Formula–1 közvetítései és A Dal előzték meg. A negyedik évad indulásakor, 2013 őszén a nézettség visszább esett a tavaszi szintről, mert a heti listát vezető, RTL Klub-os X-Faktor ellen futott.
| Évad | Műsorvezető    | Csapatkapitányok    | Csapatkapitányok | Premier              | Premier  | Finálé             | Finálé   | Idősáv | Teljes lakosság (4+) | Teljes lakosság (4+) | Célcsoport (18–49) | Célcsoport (18–49) |
| Évad | Műsorvezető    | Piros csapat        | Zöld csapat      | Dátum                | AMR      | Dátum              | AMR      | Idősáv | AMR                  | SHR                  | AMR                | SHR                |
| ---- | -------------- | ------------------- | ---------------- | -------------------- | -------- | ------------------ | -------- | --- | -------------------- | -------------------- | ------------------ | ------------------ |
| 1.   | Szente Vajk    | Jakupcsek Gabriella | Csiszár Jenő     | 2011. október 2.     | 640 ezer | 2012. június 3.    | 683 ezer | vasárnap 20:15 2012. nov. 17.: szombat | 670 ezer             | 12,9%                | 136 ezer           | 6,4%               |
| 2.   | Szente Vajk    | Jakupcsek Gabriella | Csiszár Jenő     | 2012. szeptember 23. | 754 ezer | 2012. december 30. | 809 ezer | vasárnap 20:15 2012. nov. 17.: szombat | 692 ezer             | 13,7%                | 114 ezer           | 5,5%               |
| 3.   | Szente Vajk    | Jakupcsek Gabriella | Csiszár Jenő     | 2013. március 24.    | 763 ezer | 2013. június 8.    | 633 ezer | vasárnap 20:20 2013. jún. 8.: szombat 2013. nov. 16.: szombat | 819 ezer             | 16,5%                | 139 ezer           | 7%                 |
| 4.   | Szente Vajk    | Jakupcsek Gabriella | Csiszár Jenő     | 2013. szeptember 29. | 583 ezer | 2013. december 29. | 786 ezer | vasárnap 20:20 2013. jún. 8.: szombat 2013. nov. 16.: szombat | 580 ezer             | 11,6%                | 98 ezer            | 4,7%               |
| 5.   | Szente Vajk    | Jakupcsek Gabriella | Csiszár Jenő     | 2014. március 2.     | 538 ezer | 2014. május 25.    | 555 ezer | vasárnap 20:20 2013. jún. 8.: szombat 2013. nov. 16.: szombat | 521 ezer             | 10,4%                | 87 ezer            | 4,4%               |
| 6.   | Szente Vajk    | Jakupcsek Gabriella | Csiszár Jenő     | 2014. október 5.     | 462 ezer | 2014. december 31. | 497 ezer | vasárnap 20:25 2014. dec. 21.: 20:55 2014. dec. 31.: szerda, 22:20 | 488 ezer             | 10%                  | 92 ezer            | 4,8%               |
| 7.   | Szente Vajk    | Jakupcsek Gabriella | Csiszár Jenő     | 2015. március 15.    | 552 ezer | 2015. június 14.   | 445 ezer | vasárnap 19:30 2015. márc. 15.: 20:00 2015. márc. 29.: 18:25 2015. ápr. 19.: 20:05 2015. máj. 31.: 21:30 2015. szept. 20.: 20:00 2015. nov. 17.: kedd, 20:35 2016. febr. 28.: 18:40 2017. dec. 10.: 20:15 2018. szept. 16.: 20:05 | 420 ezer             | 9,1%                 | 68 ezer            | 3,9%               |
| 8.   | Szente Vajk    | Jakupcsek Gabriella | Csiszár Jenő     | 2015. szeptember 20. | 494 ezer | 2016. január 24.   | 648 ezer | vasárnap 19:30 2015. márc. 15.: 20:00 2015. márc. 29.: 18:25 2015. ápr. 19.: 20:05 2015. máj. 31.: 21:30 2015. szept. 20.: 20:00 2015. nov. 17.: kedd, 20:35 2016. febr. 28.: 18:40 2017. dec. 10.: 20:15 2018. szept. 16.: 20:05 | 446 ezer             | 9%                   | 58 ezer            | 3%                 |
| 9.   | Szente Vajk    | Tatár Csilla        | Harsányi Levente | 2016. január 31.     | 643 ezer | 2016. június 5.    | 277 ezer | vasárnap 19:30 2015. márc. 15.: 20:00 2015. márc. 29.: 18:25 2015. ápr. 19.: 20:05 2015. máj. 31.: 21:30 2015. szept. 20.: 20:00 2015. nov. 17.: kedd, 20:35 2016. febr. 28.: 18:40 2017. dec. 10.: 20:15 2018. szept. 16.: 20:05 | 435 ezer             | 9,2%                 | 50 ezer            | 2,8%               |
| 10.  | Szente Vajk    | Kraszkó Zita        | Harsányi Levente | 2016. augusztus 28.  | 300 ezer | 2017. június 11.   | 270 ezer | vasárnap 19:30 2015. márc. 15.: 20:00 2015. márc. 29.: 18:25 2015. ápr. 19.: 20:05 2015. máj. 31.: 21:30 2015. szept. 20.: 20:00 2015. nov. 17.: kedd, 20:35 2016. febr. 28.: 18:40 2017. dec. 10.: 20:15 2018. szept. 16.: 20:05 |                      |                      |                    |                    |
| 11.  | Szente Vajk    | Rátonyi Kriszta     | Harsányi Levente | 2017. szeptember 3.  | 359 ezer | 2017. december 31. | 331 ezer | vasárnap 19:30 2015. márc. 15.: 20:00 2015. márc. 29.: 18:25 2015. ápr. 19.: 20:05 2015. máj. 31.: 21:30 2015. szept. 20.: 20:00 2015. nov. 17.: kedd, 20:35 2016. febr. 28.: 18:40 2017. dec. 10.: 20:15 2018. szept. 16.: 20:05 |                      |                      |                    |                    |
| 12.  | Szente Vajk    | Rátonyi Kriszta     | Harsányi Levente | 2018. január 7.      | 244 ezer | 2018. június 10.   | 218 ezer | vasárnap 19:30 2015. márc. 15.: 20:00 2015. márc. 29.: 18:25 2015. ápr. 19.: 20:05 2015. máj. 31.: 21:30 2015. szept. 20.: 20:00 2015. nov. 17.: kedd, 20:35 2016. febr. 28.: 18:40 2017. dec. 10.: 20:15 2018. szept. 16.: 20:05 |                      |                      |                    |                    |
| 13.  | Szente Vajk    | Rátonyi Kriszta     | Harsányi Levente | 2018. szeptember 2.  | 156 ezer | 2019. június 2.    | 217 ezer | vasárnap 19:30 2015. márc. 15.: 20:00 2015. márc. 29.: 18:25 2015. ápr. 19.: 20:05 2015. máj. 31.: 21:30 2015. szept. 20.: 20:00 2015. nov. 17.: kedd, 20:35 2016. febr. 28.: 18:40 2017. dec. 10.: 20:15 2018. szept. 16.: 20:05 |                      |                      |                    |                    |
| 14.  | Szente Vajk    | Rátonyi Kriszta     | Harsányi Levente | 2019. szeptember 1.  | 151 ezer | 2020. március 22.  | N/A      | vasárnap 19:30 2015. márc. 15.: 20:00 2015. márc. 29.: 18:25 2015. ápr. 19.: 20:05 2015. máj. 31.: 21:30 2015. szept. 20.: 20:00 2015. nov. 17.: kedd, 20:35 2016. febr. 28.: 18:40 2017. dec. 10.: 20:15 2018. szept. 16.: 20:05 |                      |                      |                    |                    |
| 15.  | Szente Vajk    | Rátonyi Kriszta     | Harsányi Levente | 2020. szeptember 13. | 115 ezer | 2021. június 6.    | 223 ezer | vasárnap 19:30 2015. márc. 15.: 20:00 2015. márc. 29.: 18:25 2015. ápr. 19.: 20:05 2015. máj. 31.: 21:30 2015. szept. 20.: 20:00 2015. nov. 17.: kedd, 20:35 2016. febr. 28.: 18:40 2017. dec. 10.: 20:15 2018. szept. 16.: 20:05 |                      |                      |                    |                    |
| 16.  | Pindroch Csaba | Vágó Bernadett      | Miller Zoltán    | 2022. január 30.     | 234 ezer | 2022. június 12.   | 213 ezer | vasárnap 19:45 |                      |                      |                    |                    |
| 17.  | Pindroch Csaba | Vágó Bernadett      | Miller Zoltán    | 2022. augusztus 21.  | 180 ezer | 2023. június 4.    | 229 ezer | vasárnap 19:45 |                      |                      |                    |                    |
| 18.  | Pindroch Csaba | Vágó Bernadett      | Miller Zoltán    | 2023. augusztus 27.  | 191 ezer | 2024. június 16.   | 211 ezer | vasárnap 19:45 |                      |                      |                    |                    |
| 19.  | Pindroch Csaba | Vágó Bernadett      | Miller Zoltán    | 2024. szeptember 1.  | N/A      | 2025. június 15.   | N/A      | vasárnap 19:45 |                      |                      |                    |                    |

| Dátum              | Teljes lakosság (4+) | Teljes lakosság (4+) | Célközönség (18–49) | Célközönség (18–49) | Hely |               |
| Dátum              | AMR                  | SHR                  | AMR                 | SHR                 | Hely |               |
| ------------------ | -------------------- | -------------------- | ------------------- | ------------------- | ---- | ------------- |
| 2011. október 2.   | 640 ezer             | 11,6%                | 106 ezer            | 4,6%                | 19.  | [ 10 ] [ 11 ] |
| 2011. október 9.   | 685 ezer             | 13,2%                | 141 ezer            | 6,4%                | 18.  | [ 12 ] [ 13 ] |
| 2011. október 16.  | 472 ezer             | 9,1%                 | 108 ezer            | 5%                  | N/A  | [ 14 ]        |
| 2011. október 30.  | 455 ezer             | 9,7%                 | 126 ezer            | 6,6%                | N/A  | [ 15 ]        |
| 2011. november 6.  | 512 ezer             | 9,9%                 | 127 ezer            | 5,9%                | N/A  | [ 16 ]        |
| 2011. november 13. | 619 ezer             | 11,7%                | 157 ezer            | 7,1%                | 25.  | [ 17 ] [ 18 ] |
| 2011. november 20. | 604 ezer             | 11,3%                | 144 ezer            | 6,6%                | 28.  | [ 19 ] [ 20 ] |
| 2011. november 27. | 562 ezer             | 10,4%                | 151 ezer            | 6,8%                | N/A  | [ 21 ]        |
| 2011. december 4.  | 647 ezer             | 12%                  | 148 ezer            | 6,6%                | 23.  | [ 22 ] [ 23 ] |
| 2011. december 11. | 574 ezer             | 10,6%                | 98 ezer             | 4,5%                | 28.  | [ 24 ] [ 25 ] |
| 2011. december 18. | 432 ezer             | 8%                   | 85 ezer             | 3,9%                | N/A  | [ 26 ]        |
| 2012. január 1.    | 662 ezer             | 12,3%                | 154 ezer            | 7%                  | N/A  | [ 27 ]        |
| 2012. január 8.    | 638 ezer             | 11,8%                | 143 ezer            | 6,7%                | 28.  | [ 28 ] [ 29 ] |
| 2012. január 15.   | 717 ezer             | 13,1%                | 161 ezer            | 7,1%                | 19.  | [ 30 ] [ 31 ] |
| 2012. január 22.   | 652 ezer             | 12%                  | 151 ezer            | 6,6%                | 26.  | [ 32 ] [ 33 ] |
| 2012. január 29.   | 662 ezer             | 12,2%                | 148 ezer            | 6,6%                | 26.  | [ 34 ] [ 35 ] |
| 2012. február 5.   | 734 ezer             | 13,6%                | 182 ezer            | 8,2%                | 23.  | [ 36 ] [ 37 ] |
| 2012. február 12.  | 683 ezer             | 12,9%                | 160 ezer            | 7,3%                | 24.  | [ 38 ] [ 39 ] |
| 2012. február 19.  | 664 ezer             | 12,1%                | 155 ezer            | 6,9%                | 25.  | [ 40 ] [ 41 ] |
| 2012. február 26.  | 648 ezer             | 11,9%                | 145 ezer            | 6,3%                | 21.  | [ 42 ] [ 43 ] |
| 2012. március 11.  | 771 ezer             | 14,7%                | 140 ezer            | 6,3%                | 23.  | [ 44 ] [ 45 ] |
| 2012. március 18.  | 753 ezer             | 14,7%                | 139 ezer            | 6,6%                | 25.  | [ 46 ] [ 47 ] |
| 2012. március 25.  | 814 ezer             | 15,5%                | 153 ezer            | 7,4%                | 23.  | [ 48 ] [ 49 ] |
| 2012. április 1.   | 809 ezer             | 15,2%                | 166 ezer            | 7,6%                | 26.  | [ 50 ] [ 51 ] |
| 2012. április 8.   | 702 ezer             | 13,8%                | 110 ezer            | 5,5%                | 21.  | [ 52 ] [ 53 ] |
| 2012. április 15.  | 817 ezer             | 15,3%                | 169 ezer            | 7,9%                | 20.  | [ 54 ] [ 55 ] |
| 2012. április 22.  | 795 ezer             | 15,3%                | 127 ezer            | 6%                  | 22.  | [ 56 ] [ 57 ] |
| 2012. április 29.  | 664 ezer             | 14,9%                | 108 ezer            | 6,5%                | ?    | [ 58 ]        |
| 2012. május 6.     | 741 ezer             | 14,9%                | 111 ezer            | 5,8%                | 20.  | [ 59 ] [ 60 ] |
| 2012. május 13.    | 825 ezer             | 15,7%                | 147 ezer            | 7,1%                | 21.  | [ 61 ] [ 62 ] |
| 2012. május 20.    | 710 ezer             | 15,2%                | 111 ezer            | 6,1%                | 23.  | [ 63 ] [ 64 ] |
| 2012. május 27.    | 763 ezer             | 17,1%                | 115 ezer            | 6,6%                | 20.  | [ 65 ] [ 66 ] |
| 2012. június 3.    | 683 ezer             | 14,7%                | 103 ezer            | 5,8%                | 22.  | [ 67 ] [ 68 ] |

| Dátum                | Teljes lakosság (4+) | Teljes lakosság (4+) | Célközönség (18–49) | Célközönség (18–49) | Hely |               |
| Dátum                | AMR                  | SHR                  | AMR                 | SHR                 | Hely |               |
| -------------------- | -------------------- | -------------------- | ------------------- | ------------------- | ---- | ------------- |
| 2012. szeptember 23. | 754 ezer             | 15,1%                | 122 ezer            | 5,8%                | 20.  | [ 69 ] [ 70 ] |
| 2012. szeptember 30. | 550 ezer             | 10,8%                | 104 ezer            | 4,8%                | 25.  | [ 71 ] [ 72 ] |
| 2012. október 7.     | 534 ezer             | 10,3%                | 84 ezer             | 3,9%                | 29.  | [ 73 ] [ 74 ] |
| 2012. október 14.    | 774 ezer             | 15,2%                | 153 ezer            | 7,3%                | 20.  | [ 75 ] [ 76 ] |
| 2012. október 21.    | 761 ezer             | 14,7%                | 129 ezer            | 6,2%                | 22.  | [ 77 ] [ 78 ] |
| 2012. október 28.    | 712 ezer             | 13,9%                | 120 ezer            | 5,8%                | 27.  | [ 79 ] [ 80 ] |
| 2012. november 11.   | 769 ezer             | 15,2%                | 139 ezer            | 6,5%                | 20.  | [ 81 ] [ 82 ] |
| 2012. november 17.   | 408 ezer             | 8,9%                 | 70 ezer             | 3,6%                | N/A  | [ 83 ]        |
| 2012. november 25.   | 713 ezer             | 14%                  | 121 ezer            | 5,7%                | 22.  | [ 84 ] [ 85 ] |
| 2012. december 2.    | 751 ezer             | 14,5%                | 100 ezer            | 4,7%                | 19.  | [ 86 ] [ 87 ] |
| 2012. december 9.    | 828 ezer             | 16,1%                | 124 ezer            | 6,1%                | 20.  | [ 88 ] [ 89 ] |
| 2012. december 16.   | 572 ezer             | 10,6%                | 93 ezer             | 4,2%                | 27.  | [ 90 ] [ 91 ] |
| 2012. december 23.   | 758 ezer             | 15,3%                | 122 ezer            | 6,2%                | 21.  | [ 92 ] [ 93 ] |
| 2012. december 30.   | 809 ezer             | 16,6%                | 122 ezer            | 6,4%                | 19.  | [ 94 ] [ 95 ] |

| Dátum             | Teljes lakosság (4+) | Teljes lakosság (4+) | Célközönség (18–49) | Célközönség (18–49) | Hely |                 |
| Dátum             | AMR                  | SHR                  | AMR                 | SHR                 | Hely |                 |
| ----------------- | -------------------- | -------------------- | ------------------- | ------------------- | ---- | --------------- |
| 2013. március 24. | 763 ezer             | 14,3%                | 143 ezer            | 6,4%                | 21.  | [ 96 ] [ 97 ]   |
| 2013. március 31. | 782 ezer             | 15,5%                | 165 ezer            | 8,6%                | 20.  | [ 98 ] [ 99 ]   |
| 2013. április 7.  | 858 ezer             | 16,3%                | 134 ezer            | 6,3%                | 17.  | [ 100 ] [ 101 ] |
| 2013. április 14. | 844 ezer             | 16,4%                | 125 ezer            | 6,1%                | 18.  | [ 102 ] [ 103 ] |
| 2013. április 21. | 849 ezer             | 17%                  | 129 ezer            | 6,5%                | 17.  | [ 104 ] [ 105 ] |
| 2013. április 28. | 807 ezer             | 16,5%                | 116 ezer            | 6%                  | 15.  | [ 106 ] [ 107 ] |
| 2013. május 5.    | 820 ezer             | 16,9%                | 131 ezer            | 6,9%                | 14.  | [ 108 ] [ 109 ] |
| 2013. május 12.   | 929 ezer             | 17,9%                | 159 ezer            | 7,7%                | 14.  | [ 110 ] [ 111 ] |
| 2013. május 19.   | 747 ezer             | 17,1%                | 110 ezer            | 6,5%                | 15.  | [ 112 ] [ 113 ] |
| 2013. május 26.   | 918 ezer             | 18%                  | 169 ezer            | 8,4%                | 11.  | [ 114 ] [ 115 ] |
| 2013. június 2.   | 880 ezer             | 17,6%                | 161 ezer            | 7,9%                | 13.  | [ 116 ] [ 117 ] |
| 2013. június 8.   | 633 ezer             | 15%                  | 127 ezer            | 7,2%                | 20.  | [ 118 ] [ 119 ] |

| Dátum                | Teljes lakosság (4+) | Teljes lakosság (4+) | Célközönség (18–49) | Célközönség (18–49) | Hely |                 |
| Dátum                | AMR                  | SHR                  | AMR                 | SHR                 | Hely |                 |
| -------------------- | -------------------- | -------------------- | ------------------- | ------------------- | ---- | --------------- |
| 2013. szeptember 29. | 583 ezer             | 11,3%                | 94 ezer             | 4,2%                | 22.  | [ 9 ] [ 120 ]   |
| 2013. október 6.     | 520 ezer             | 9,8%                 | 81 ezer             | 3,6%                | 27.  | [ 121 ] [ 122 ] |
| 2013. október 13.    | 565 ezer             | 10,8%                | 78 ezer             | 3,5%                | 23.  | [ 123 ] [ 124 ] |
| 2013. október 20.    | 601 ezer             | 11,9%                | 120 ezer            | 5,7%                | 23.  | [ 125 ] [ 126 ] |
| 2013. október 27.    | 531 ezer             | 10,7%                | 82 ezer             | 3,9%                | 27.  | [ 127 ] [ 128 ] |
| 2013. november 3.    | 586 ezer             | 11,4%                | 100 ezer            | 4,6%                | 24.  | [ 129 ] [ 130 ] |
| 2013. november 10.   | 551 ezer             | 11%                  | 87 ezer             | 4,1%                | 24.  | [ 131 ] [ 132 ] |
| 2013. november 16.   | 518 ezer             | 12,8%                | 98 ezer             | 5,8%                | 25.  | [ 133 ] [ 134 ] |
| 2013. november 24.   | 566 ezer             | 11%                  | 107 ezer            | 5,1%                | 25.  | [ 135 ] [ 136 ] |
| 2013. december 1.    | 529 ezer             | 10,3%                | 108 ezer            | 5%                  | 25.  | [ 137 ] [ 138 ] |
| 2013. december 8.    | 517 ezer             | 10%                  | 81 ezer             | 3,8%                | 26.  | [ 139 ] [ 140 ] |
| 2013. december 15.   | 498 ezer             | 9,6%                 | 69 ezer             | 3,3%                | 23.  | [ 141 ] [ 142 ] |
| 2013. december 22.   | 764 ezer             | 15,6%                | 109 ezer            | 5,6%                | 13.  | [ 143 ] [ 144 ] |
| 2013. december 29.   | 786 ezer             | 16,1%                | 156 ezer            | 8,2%                | 9.   | [ 145 ] [ 146 ] |

| Dátum             | Teljes lakosság (4+) | Teljes lakosság (4+) | Célközönség (18–49) | Célközönség (18–49) | Hely |                 |
| Dátum             | AMR                  | SHR                  | AMR                 | SHR                 | Hely |                 |
| ----------------- | -------------------- | -------------------- | ------------------- | ------------------- | ---- | --------------- |
| 2014. március 2.  | 538 ezer             | 10,5%                | 108 ezer            | 5,2%                | 22.  | [ 147 ] [ 148 ] |
| 2014. március 9.  | 535 ezer             | 10,5%                | 85 ezer             | 4,1%                | 22.  | [ 149 ] [ 150 ] |
| 2014. március 16. | 506 ezer             | 10,1%                | 84 ezer             | 4,1%                | 24.  | [ 151 ] [ 152 ] |
| 2014. március 23. | 473 ezer             | 9,8%                 | 69 ezer             | 3,5%                | 23.  |                 |
| 2014. március 30. | 537 ezer             | 11,1%                | 83 ezer             | 4,2%                | 19.  |                 |
| 2014. április 13. | 552 ezer             | 10,8%                | 105 ezer            | 5,2%                | 17.  |                 |
| 2014. április 20. | 583 ezer             | 11,7%                | 88 ezer             | 4,6%                | 15.  |                 |
| 2014. április 27. | 476 ezer             | 9,4%                 | 67 ezer             | 3,4%                | 25.  |                 |
| 2014. május 4.    | 513 ezer             | 9,9%                 | 88 ezer             | 4,3%                | 22.  |                 |
| 2014. május 11.   | 438 ezer             | 8,8%                 | 66 ezer             | 3,3%                | 23.  |                 |
| 2014. május 18.   | 541 ezer             | 11%                  | 98 ezer             | 5%                  | 21.  |                 |
| 2014. május 25.   | 555 ezer             | 11,6%                | 104 ezer            | 5,6%                | 19.  |                 |

| Dátum              | Teljes lakosság (4+) | Teljes lakosság (4+) | Célközönség (18–49) | Célközönség (18–49) | Hely |  |
| Dátum              | AMR                  | SHR                  | AMR                 | SHR                 | Hely |  |
| ------------------ | -------------------- | -------------------- | ------------------- | ------------------- | ---- |  |
| 2014. október 5.   | 462 ezer             | 9%                   | 73 ezer             | 3,5%                | 24.  |  |
| 2014. október 19.  | 408 ezer             | 8,1%                 | 77 ezer             | 3,8%                | 22.  |  |
| 2014. október 26.  | 354 ezer             | 7,1%                 | 64 ezer             | 3,1%                | N/A  |  |
| 2014. november 9.  | 485 ezer             | 9,9%                 | 112 ezer            | 5,6%                | 16.  |  |
| 2014. november 16. | 475 ezer             | 9,5%                 | 84 ezer             | 4,1%                | 21.  |  |
| 2014. november 23. | 555 ezer             | 11%                  | 104 ezer            | 5,1%                | 22.  |  |
| 2014. november 30. | 495 ezer             | 9,7%                 | 93 ezer             | 4,5%                | 21.  |  |
| 2014. december 14. | 545 ezer             | 10,9%                | 101 ezer            | 5%                  | 18.  |  |
| 2014. december 21. | 503 ezer             | 10,5%                | 104 ezer            | 5,4%                | 17.  |  |
| 2014. december 28. | 586 ezer             | 12%                  | 95 ezer             | 4,9%                | 23.  |  |
| 2014. december 31. | 497 ezer             | 12,9%                | 105 ezer            | 7,4%                | N/A  |  |

| Dátum             | Teljes lakosság (4+) | Teljes lakosság (4+) | Célközönség (18–49) | Célközönség (18–49) | Hely |  |
| Dátum             | AMR                  | SHR                  | AMR                 | SHR                 | Hely |  |
| ----------------- | -------------------- | -------------------- | ------------------- | ------------------- | ---- |  |
| 2015. március 15. | 552 ezer             | 10,8%                | 94 ezer             | 4,6%                | 21.  |  |
| 2015. március 22. | 610 ezer             | 12,3%                | 110 ezer            | 5,9%                | 17.  |  |
| 2015. március 29. | 331 ezer             | 8%                   | 51 ezer             | 3,4%                | N/A  |  |
| 2015. április 5.  | 411 ezer             | 8,7%                 | 62 ezer             | 3,6%                | 25.  |  |
| 2015. április 12. | 445 ezer             | 9%                   | 72 ezer             | 3,9%                | 27.  |  |
| 2015. április 19. | 442 ezer             | 8,9%                 | 86 ezer             | 4,6%                | 24.  |  |
| 2015. április 26. | 400 ezer             | 8,4%                 | 70 ezer             | 4,1%                | 25.  |  |
| 2015. május 3.    | 409 ezer             | 8,5%                 | 65 ezer             | 3,7%                | 26.  |  |
| 2015. május 10.   | 434 ezer             | 9,2%                 | 74 ezer             | 4,2%                | 25.  |  |
| 2015. május 17.   | 359 ezer             | 8%                   | 58 ezer             | 3,6%                | 29.  |  |
| 2015. május 24.   | 353 ezer             | 8,4%                 | 49 ezer             | 3,4%                | N/A  |  |
| 2015. május 31.   | 269 ezer             | 6,6%                 | 43 ezer             | 2,4%                | N/A  |  |
| 2015. június 14.  | 445 ezer             | 11,8%                | 55 ezer             | 3,9%                | 22.  |  |

| Dátum                | Teljes lakosság (4+) | Teljes lakosság (4+) | Célközönség (18–49) | Célközönség (18–49) | Hely |  |
| Dátum                | AMR                  | SHR                  | AMR                 | SHR                 | Hely |  |
| -------------------- | -------------------- | -------------------- | ------------------- | ------------------- | ---- |  |
| 2015. szeptember 20. | 494 ezer             | 10,5%                | 50 ezer             | 2,8%                | 17.  |  |
| 2015. szeptember 27. | 340 ezer             | 6,8%                 | 33 ezer             | 1,8%                | N/A  |  |
| 2015. október 4.     | 349 ezer             | 7,2%                 | 45 ezer             | 2,4%                | 28.  |  |
| 2015. október 11.    | 372 ezer             | 7,2%                 | 51 ezer             | 2,6%                | 26.  |  |
| 2015. október 18.    | 352 ezer             | 6,9%                 | 36 ezer             | 1,8%                | N/A  |  |
| 2015. október 25.    | 319 ezer             | 6,3%                 | 35 ezer             | 1,8%                | N/A  |  |
| 2015. november 8.    | 347 ezer             | 6,6%                 | 36 ezer             | 1,8%                | N/A  |  |
| 2015. november 17.   | 225 ezer             | 5,3%                 | 29 ezer             | 1,7%                | N/A  |  |
| 2015. november 22.   | 325 ezer             | 6,2%                 | 45 ezer             | 2,2%                | N/A  |  |
| 2015. november 29.   | 313 ezer             | 6,1%                 | 35 ezer             | 1,8%                | N/A  |  |
| 2015. december 6.    | 576 ezer             | 12%                  | 77 ezer             | 4,1%                | 18.  |  |
| 2015. december 13.   | 524 ezer             | 10,6%                | 51 ezer             | 2,7%                | 21.  |  |
| 2015. december 20.   | 566 ezer             | 11,7%                | 80 ezer             | 4,4%                | 16.  |  |
| 2015. december 27.   | 511 ezer             | 10,5%                | 73 ezer             | 4%                  | N/A  |  |
| 2016. január 3.      | 525 ezer             | 10,5%                | 87 ezer             | 4,3%                | 22.  |  |
| 2016. január 10.     | 618 ezer             | 12,1%                | 82 ezer             | 4%                  | 15.  |  |
| 2016. január 17.     | 622 ezer             | 12,6%                | 92 ezer             | 4,7%                | 14.  |  |
| 2016. január 24.     | 648 ezer             | 13%                  | 104 ezer            | 5,4%                | 13.  |  |

| Dátum             | Teljes lakosság (4+) | Teljes lakosság (4+) | Célközönség (18–49) | Célközönség (18–49) | Hely |  |
| Dátum             | AMR                  | SHR                  | AMR                 | SHR                 | Hely |  |
| ----------------- | -------------------- | -------------------- | ------------------- | ------------------- | ---- |  |
| 2016. január 31.  | 643 ezer             | 12,7%                | 108 ezer            | 5,5%                | 13.  |  |
| 2016. február 7.  | 586 ezer             | 11,9%                | 82 ezer             | 4,3%                | 13.  |  |
| 2016. február 14. | 495 ezer             | 10%                  | 61 ezer             | 3,4%                | 21.  |  |
| 2016. február 21. | 601 ezer             | 12%                  | 91 ezer             | 4,7%                | 11.  |  |
| 2016. február 28. | 488 ezer             | 10,2%                | 59 ezer             | 3,3%                | 22.  |  |
| 2016. március 6.  | 587 ezer             | 11,9%                | 69 ezer             | 3,7%                | 12.  |  |
| 2016. március 13. | 602 ezer             | 13,1%                | 52 ezer             | 3,2%                | 11.  |  |
| 2016. március 20. | 528 ezer             | 10,9%                | 46 ezer             | 2,5%                | 18.  |  |
| 2016. március 27. | 532 ezer             | 12,4%                | 34 ezer             | 2,2%                | 11.  |  |
| 2016. április 3.  | 505 ezer             | 10,9%                | 53 ezer             | 3,1%                | 17.  |  |
| 2016. április 10. | 323 ezer             | 6,7%                 | 34 ezer             | 1,9%                | 26.  |  |
| 2016. április 17. | 346 ezer             | 7,5%                 | 43 ezer             | 2,6%                | 27.  |  |
| 2016. április 24. | 337 ezer             | 6,8%                 | 40 ezer             | 2,1%                | 29.  |  |
| 2016. május 1.    | 324 ezer             | 6,9%                 | 39 ezer             | 2,2%                | 30.  |  |
| 2016. május 8.    | 332 ezer             | 7,2%                 | 38 ezer             | 2,4%                | 27.  |  |
| 2016. május 15.   | 270 ezer             | 6%                   | 29 ezer             | 1,9%                | N/A  |  |
| 2016. május 22.   | 274 ezer             | 6,7%                 | 20 ezer             | 1,4%                | N/A  |  |
| 2016. május 29.   | 208 ezer             | 5%                   | 18 ezer             | 1,2%                | N/A  |  |
| 2016. június 5.   | 277 ezer             | 6,2%                 | 25 ezer             | 1,6%                | N/A  |  |

| Dátum                | Teljes lakosság (4+) | Teljes lakosság (4+) | Célközönség (18–49) | Célközönség (18–49) | Hely |  |
| Dátum                | AMR                  | SHR                  | AMR                 | SHR                 | Hely |  |
| -------------------- | -------------------- | -------------------- | ------------------- | ------------------- | ---- |  |
| 2016. augusztus 28.  | 300 ezer             | 7,4%                 | 29 ezer             | 2,1%                | 28.  |  |
| 2016. szeptember 4.  | 410 ezer             | 9,5%                 | 42 ezer             | 2,8%                | 18.  |  |
| 2016. szeptember 11. | 241 ezer             | 5,4%                 | 17 ezer             | 1,1%                | N/A  |  |
| 2016. szeptember 18. | 222 ezer             | 4,8%                 | 18 ezer             | 1%                  | N/A  |  |
| 2016. szeptember 25. | 212 ezer             | 4,6%                 | 28 ezer             | 1,6%                | N/A  |  |
| 2016. október 2.     | 175 ezer             | 3,5%                 | 16 ezer             | 0,9%                | N/A  |  |
| 2016. október 9.     | 191 ezer             | 3,9%                 | 17 ezer             | 0,9%                | N/A  |  |
| 2016. október 16.    | 195 ezer             | 4%                   | 21 ezer             | 1,2%                | N/A  |  |
| 2016. október 30.    | 187 ezer             | 4,1%                 | 12 ezer             | 0,7%                | N/A  |  |
| 2016. november 6.    | 298 ezer             | 6%                   | 46 ezer             | 2,3%                | N/A  |  |
| 2016. november 13.   | 201 ezer             | 4,7%                 | 29 ezer             | 1,7%                | N/A  |  |
| 2016. november 20.   | 336 ezer             | 7%                   | 43 ezer             | 2,4%                | N/A  |  |
| 2016. november 27.   | 305 ezer             | 6,3%                 | 35 ezer             | 1,9%                | N/A  |  |
| 2016. december 4.    | 298 ezer             | 6,3%                 | 33 ezer             | 1,9%                | N/A  |  |
| 2016. december 11.   | 297 ezer             | 6,1%                 | 20 ezer             | 1,1%                | N/A  |  |
| 2016. december 18.   | 329 ezer             | 7,1%                 | 31 ezer             | 1,8%                | N/A  |  |
| 2016. december 31.   | 330 ezer             | 8,1%                 | 18 ezer             | 1,4%                | N/A  |  |
| 2017. január 8.      | 335 ezer             | 6,8%                 | 29 ezer             | 1,6%                | N/A  |  |
| 2017. január 15.     | 357 ezer             | 7,4%                 | 38 ezer             | 2,2%                | N/A  |  |

### Díjak és elismerések
A 2012-es Kamera Korrektúra díjátadón a Magyarország szeretlek! 26. epizódja, a 2012. április 15-i adás nyerte a külföldi licencen alapuló műsorok kategóriáját. A 2013-as átadón a szórakoztató műsorok kategóriájának első helyezettje lett.